# Kertész Sándor (újságíró)
Kertész Sándor (Kisvárda, 1960. április 19. –) tanár, újságíró-képszerkesztő, grafikus, a magyar képregény történetének kutatója, szakíró.

## Pályafutása
Kertész Sándor Kisvárdán, a Bessenyei György Gimnáziumban képesített könyvelőként szerzett érettségit, majd ezt követően a nyíregyházi Bessenyei György Tanárképző Főiskola (ma Nyíregyházi Főiskola) földrajz-rajz szakán diplomázott. OTDK dolgozatát, amely egyben szakdolgozata is volt, "A képregények grafikai jellegzetességei" címmel írta. A diploma megszerzését követően két évig rajzot tanított, majd Nyíregyházán a Kelet-Magyarország című megyei napilapnál újságíróként dolgozott. Elvégezte a Magyar Újságírók Országos Szövetsége Újságíró Iskoláját, majd tervező szerkesztőként folytatta tovább munkáját. 1985-ben megalakította a Kísérleti Képregény Stúdiót, amelynek munkáit számos hazai és olaszországi kiállításon mutatták be. 1989-ben létrehozta a Línea Olasz-Magyar Kiadót, ahol a Menő Manó, a Krampusz és a Pimpa képregény magazinok főszerkesztője volt. Az első megyei délutáni napilap, a Nyíri Futár kiadása is a nevéhez kötődik. A kiadó megszűnését követően is a lap és könyvkiadás területén dolgozott. 1995 és 2000 között a Bessenyei György Tanárképző Főiskola Bessenyei Kiadójának volt a vezetője, ahol szakkönyveket, és tudományos munkákat adtak ki. Munkái mellett mindvégig óraadóként is tanított. Középiskolákban rajzot, művészettörténetet, médiaismeretet, a főiskolán sajtótörténetet, laptervezés-tipográfiát. Rendszeresen tart előadásokat a képregény történetéről, hatásmechanizmusáról, esztétikájáról.
Középiskolás korától rajzol karikatúrákat, amelyek a Tanítani, a Kelet-Magyarország, a Hahota, és számos alkalmi kiadványban jelentek meg. Katona ideje alatt színpadi karikatúra műsorral lépett fel a Kunság Művészegyüttes előadássorozatában. Rajzolt képregényt a Kelet-Magyarországban, a Hajdú-Bihari Naplóban. Első könyvét "Mesél a der, die, das" címmel 1987-ben Dr. Kósa Lászlónéval jelentették meg. Ez egy német nyelvtant magyarázó képregény kötet, amelynek a rajzait készítette. Ebből a könyvből nagyon sok nyelvtanár tanította a német nyelvtant a képregény alkalmazásával. 
1981-től részt vett a dr. Rubovszki Kálmán által vezetett első képregény kutatásban a debreceni Kossuth Lajos Tudományegyetemen. Zórád Ernő biztatására ekkor kezdett el foglalkozni a magyar képregény történetével. Kutatásai alapján 1991-ben megírta magyar képregény történetét "Szuperhősök Magyarországon" címmel, és kiadta Sváb József "Képregényiskola" című szakkönyvét. Ő határozta meg a Magyarországon megjelent első képregények időpontját. Szervezője volt 1983-ban az első hazai képregény konferenciának Nyíregyházán, majd 1985-ben a másodiknak Püspökladányban. Megrendezte 1992-ben Tokajban az első Nemzetközi Képregényfesztivált, majd a másodikat 1994-ben Nyíregyházán. Kutatómunkáját tovább folytatva, a magyar képregény történetét négykötetes munkában dolgozza fel, amelyből 2007-ben "Comics szocialista álruhában" címmel jelent meg az első kötet. Ebben a könyvben az 1938-1989 közötti időszakot mutatja be. A megjelenésre váró következő kötet "A pókember-generáció", az 1990-2012 közötti időszakot tárgyalja. Készül egy könyv a képregény művelődéstörténeti előzményeiről és egy másik a két háború közötti időszakról. Legutóbb "Strip10" címmel szerkesztett képregénymagazint, kiadója a Színes Képregénymúzeumnak, valamint a Kiss Magyar Képregénytörténet sorozatnak.

## Munkái

### Könyvek
- Dr. Kósa Lászlóné – Kertész Sándor: Mesél a der die das, Budapest, 1987, Reflektor kiadó
- Kertész Sándor: Szuperhősök Magyarországon, Nyíregyháza, 1991, Akvarell
- Kertész Sándor: Comics szocialista álruhában, Nyíregyháza, 2007, Kertész Nyomda és Kiadó
- Simándi Ágnes – Kertész Sándor: Fujkin, Nyíregyháza, 2010, OZ-Print
- Pókember-generáció; Képregényáruház Bt., Nyíregyháza, 2017
- Keretek közt rajzolók; Képregényáruház Bt., Nyíregyháza, 2021 (Privát képregénytörténet)

### Magazinok
- Menő Manó – (1989-1990, főszerkesztő – Kertész Sándor)
- Krampusz – (1989-1990, főszerkesztő – Kertész Sándor)
- Pimpa – (1989-1990, főszerkesztő – Kertész Sándor)
- Strip10 – (2011, főszerkesztő – Kertész Sándor)

## Írásai
- A képregény Griffithe, Filmvilág, 1996. 8. sz. 39-41 p.[5]
- A Magyar képregény története, Füles, 1996. 29. sz. 30-31 p.
- Élmény humorral, Kelet-Magyarország, 1986. júl. 22.
- Hol volt – hol nem volt, Műértő 2001. június 13 p.
- Szuperhősök legendája, Szeged, 2011. november 30-37 p.
- Grund comix, Buborékhámozó, 2010. 8. sz. 12-15 p.